# Jesionna
Jesionna [pronunciación en polaco: /jɛˈɕɔnna/] es un pueblo ubicado en el distrito administrativo de Gmina Wodzierady, dentro del Distrito de Łask, Voivodato de Łódź, en Polonia central. Se encuentra aproximadamente a 6 kilómetros al sureste de Wodzierady, a 12 kilómetros al norte de Łask, y a 23 kilómetros al suroeste de la capital regional Łódź.